# 大尻沼
大尻沼（おおじりぬま）は、群馬県利根郡片品村にある湖沼。日光国立公園に含まれる。別名「ひょうたん沼」。

## 成因
日光白根複合火山の螢塚火山の形成に伴い生まれた沼である。螢塚山頂から流れ出た溶岩が旧大滝川を埋め広く堆積。大滝川は北へ追いやられ、堰き止められた上流部に菅沼、丸沼、大尻沼が誕生した。

## 概要
かつて隣の丸沼と共に一つの湖沼であったが、発電利用のため水位が下がり二つの沼に分かれたものである。例年、12月中旬に結氷し、5月上旬に解氷する。冬季の積雪は3mに達する。
流出入河川は、入りが1川、出が1川。自然湖岸(樹林地)は100%で人工湖岸は0%である。うち崖地が92.3%、非崖地が7.6%となっている。

## 動植物相
沼の周りは原始林がよく保存され、オオシラビソが主だがダケカバ、シラカバも混生している。トチノキやサワグルミの巨木、シオジ林も見られ、高所の岩場にはハクサンシャクナゲ、アズマシャクナゲの群生も見られる。

## 交通アクセス
公共交通機関
JR沼田駅若しくは上毛高原駅から関越に乗車し鎌田下車、沼田駅より57分、上毛高原駅より1時間24分。鎌田からバスを乗り継いで29分、丸沼温泉環湖荘下車。
自家用自動車
国道120号・金精道路沿い。関越自動車道・沼田インターチェンジから自動車で85分。なお、毎年12月下旬から4月下旬にかけての間は冬期閉鎖により通行止めとなる。